# Pete's Dragon
Pete's Dragon (Pedro y el dragón Elliott en España y Mi amigo el dragón en Hispanoamérica) es una película infantil de Walt Disney Productions que combina un personaje animado con actores y escenarios reales; fue estrenada en los Estados Unidos, su país de origen, el 3 de noviembre de 1977. La película cuenta las aventuras de un joven llamado Pedro y su amistad con un dragón. Es un musical que figura diez canciones originales, una de las cuales fue nominada para un premio Óscar de la Academia por Mejor canción en el año 1978. La película fue dirigida por Don Chaffey y basada en una historia original de S. S. Field y Seton I. Miller. El reparto incluye nombres reconocibles como Mickey Rooney en el papel de Lampie, la cantante Helen Reddy como Nora y Shelley Winters como Lena Gogan, introduciendo a Sean Marshall como Pedro. Un remake de la película bajo el mismo título fue estrenado en 2016.

## Sinopsis
Pedro es un niño huérfano que vive con la familia Gogan después de que estos lo comprasen como un esclavo y sirviente; su único amigo es un dragón de color verde llamado Elliott. Un día, ambos se escapan de la casa de la temible familia Gogan esperando encontrar una vida mejor en Passamaquoddy, un pueblo pesquero junto a la bahía. Allí, después de que Elliott provoque un sinfín de accidentes para los habitantes del pueblo, Pedro es recogido por Nora y su padre Lampie, guardianes del faro. Lampie cree en la existencia de Elliott, pues lo ha visto, pero Nora, que no lo ha visto, dice creer en el dragón con tal de mantener feliz a Pedro. Nora le habla al muchacho de Paul, el hombre con quien se iba a casar, antes de que el barco en el que navegaba se hundiese, dándole por muerto. Pedro le asegura que Elliott se encargará de encontrar y de rescatar a Paul y a traerle de vuelta. Pedro, Nora, Lampie e incluso Elliott, viven felices en el faro, hasta el día que llega el Dr. Terminus y su ayudante Hoagie. Cuando los malhechores se enteran de la existencia de un dragón harán lo imposible para capturarle y obtener una fortuna a cambio de remedios medicinales obtenidos de sus partes. También hacen una aparición en Passamaquoddy los Gogan, que vienen con la intención de recuperar lo que es suyo, el pequeño Pedro. Al no contar con mucha ayuda en el pueblo, Pedro, Nora, Lampie y Elliott tendrán que valerse por sí mismos para derrotar a ambos grupos de villanos y recuperar la paz para todos.

## Reparto
- Nora - Helen Reddy
- Dr. Terminus - Jim Dale
- Lampie - Mickey Rooney
- Hoagy - Red Buttons
- Lena Gogan - Shelley Winters
- Pedro - Sean Marshall
- Miss Taylor - Jane Kean
- El alcalde - Jim Backus
- Willie - Jeff Conaway

## Doblaje en México
El doblaje en español (1977) estuvo a cargo del mexicano Francisco Colmenero. Este doblaje es usado y distribuido en todos los países de habla hispana.
- Nora - Guadalupe Romero (Diálogos)
- Nora - Matilde (Canciones)
- Dr. Terminus - Julio Lucena
- Lampie - Luis Bayardo
- Lena Hogan - María Santander
- Pedro - Diana Santos (Diálogos)
- Pedro - E.T. Salazar (Canciones)
- Miss Taylor - Edith Byrd
- El alcalde - Pedro de Aguillón

Director del doblaje: Francisco Colmenero
Traducción y adaptación: Mª Teresa Colmenero
- Datos: Q1332299
- Multimedia: Pete's Dragon / Q1332299